# Hermawan Susanto
Hermawan Susanto (født 27. september 1967), indonesisk badmintonspiller som deltog i de olympiske lege 1992 i Barcelona.
Susanto vandt en bronzemedalje i badminton under Sommer-OL 1992 i Barcelona. Han kom på en delt tredjeplads i singleturneringen i badminton for mænd efter sine landsmænd Alan Budikusuma og Ardy Wiranata.  